# Thiviers
Thiviers är en kommun i departementet Dordogne i regionen Nouvelle-Aquitaine i sydvästra Frankrike. Kommunen ligger i kantonen Thiviers som tillhör arrondissementet Nontron. År 2022 hade Thiviers 2 889 invånare.

## Befolkningsutveckling
Antalet invånare i kommunen Thiviers
Referens:INSEE